# Arnold Keppel, 1. hrabě z Albemarle
Arnold Joost van Keppel, 1. hrabě z Albermarle (Arnold Joost van Keppel, 1st Earl of Albemarle, 1st Viscount Bury, 1st Baron Ashford) (30. ledna 1670, Zutphen, Nizozemsko – 30. května 1718, Haag, Nizozemsko) byl anglický a nizozemský vojevůdce a dvořan z rodiny Keppelů. Jako oblíbenec Viléma Oranžského získal po slavné revoluci značný vliv v Anglii, v roce 1697 obdržel titul hraběte z Albemarle. Po smrti Viléma Oranžského se vrátil do Nizozemí, jeho potomci se ale trvale usadili v Anglii.

## Život
Pocházel ze starobylé šlechtické rodiny z Nizozemí připomínané od 12. století, byl starším synem Osewolta (Osvalda) van Keppela. Od dětství sloužil jako páže u dvora Viléma Oranžského a doprovázel jej při tažení na britské ostrovy v roce 1688. Stal se Vilémovým důvěrným přítelem a brzy získal značný vliv, u dvora soupeřil o královu přízeň s dalším oblíbencem hrabětem z Portlandu. V roce 1692 získal nizozemský titul barona. V letech 1695-1701 zastával u anglického dvora funkci správce královského šatníku, zároveň byl královským komořím, souběžně sloužil v armádě a zúčastnil se devítileté války v Evropě. Jako vikomt Bury a baron Ashford byl v roce 1696 povolán do Sněmovny lordů, v roce 1697 obdržel titul hraběte z Albemarle. Postupoval také v armádních hodnostech (generálmajor 1697, generálporučík 1701) a v roce 1700 získal Podvazkový řád. Za své služby Vilémovi III. se v Anglii také značně obohatil (v roce 1700 dostal darem rozsáhlé území v Irsku, ale pro nesouhlas parlamentu musela být donace zrušena, nicméně Albemarle vzápětí obdržel v hotovosti 50 000 liber). R. 1702 po smrti krále Viléma odešel zpět do Evropy (na základě Vilémovy závěti zdědil další hotovost 200 000 guldenů), zaujal místo v nizozemských generálních stavech a získal hodnost generála jízdy holandské armády, následně velel ve válce o španělské dědictví, ve spolupráci s anglickou armádou byl částečně úspěšný, ale v roce 1712 byl poražen v rozhodující bitvě u Denainu. V roce 1705 naposledy pobýval v Anglii, v doprovodu královny Anny navštívil univerzitu v Cambridgi, kde získal čestný doktorát. Zemřel v Haagu 30. května 1718 ve věku 48 let.
V roce 1701 se oženil s Gertrude van der Duyn (†1741), jejíž otec taktéž odešel z Nizozemí do Anglie s Vilémem Oranžským. Z jejich manželství pocházel jediný syn William Keppel, 2. hrabě z Albemarle.